# Росомач
Росомач (на сръбски: Росомач) е село в Сърбия, община Пирот. В 2002 година селото има 60 жители.

## География
Росомач е разположено в котловината Висок (Горни Висок), в южните склонове на Стара планина. През селото тече Росомачка река. 
Над селото се намира връх Кукла (Росомачки връх).

## История
Според местни предания пръв в селото се е заселил дедо Дивлян от околностите на София. След като убива турчин, той бяга в долината на Росомачката река, където впоследствие идват братята му и други негови съселяни.
В регистър от средата на XVI век селого се споменава под сегашното си име. То има 13 домакинства, двама неженени жители и четири вдовици, а приходът от него възлиза на 969 акчета В османски джелепкешански регистър от 1576 година е вписан един джелепкешан – Пею Берил. В 1606 година селото е споменато като Русемач във войнушки списък.
Традиционни занаяти в Росомач са овцевъдството и дюлгерството. Около 1871 година от майсторите Гога Йованов и Кентчо Пешин е построена местната църква „Света Петка – Параскева“.
През 1870 година в Росомач е отворено едно от най-старите селски училища във Висока. В него, при даскал Нейко учат и деца от околните села.
През 1878 година селото попада в Сърбия. По границата, определена от Берлинския договор от 1878 година, част от землището на Росомач остава в Княжество България. В 1879 година селото е включено във Височки срез на Пиротски окръг. Според сръбския автор Мита Ракич през 1879 година Росомач има 56 къщи, 465 жители (241 мъже и 224 жени). Един от мъжете е грамотен.
През 1916 година, по време на българското управление на Моравско, Росомач е част от Височкоржанска община на Пиротска селска околия и има 560 жители.

## Население
- 1948 – 606 жители.
- 1953 – 590 жители.
- 1961 – 440 жители.
- 1971 – 337 жители.
- 1981 – 166 жители.
- 1991 – 107 жители.
- 2002 – 60 жители.

Според преброяването от 2002 година всичките 60 жители на селото са сърби.

## Културни и природни забележителности
- Църква „Света Петка – Параскева“. Еднокорабна куполна постройка с тристенна отвън апсида, построена около 1871 година, вероятно на мястото на по-стара. Долната част на възпоменателния надпис на южната страна е изчукан поради сръбски шовинистически причини, както смята Николай Тулешков. Иконостасът е дело на Никола Образописов от Самоков и е изработен главно през 1872 година. По-късно върху фасадата е работил и крушовският зограф Наум Николов.
- Росомачко ждрело на Росомачка река, намиращо се между село Славиня и Росомач.[5]

## Личности
Родени в Росомач
- Гаврило Виданович – Сазда (1922-) - югославски партизанин, преподавател по география в Университета в Ниш
- Георги (Гога) Йованов – майстор-сторител от Славинската школа, построил църквите в Живовци и Росомач.[10]

Други
- Качо Станков (1842 – 1904) – български учител, търговец и обществен деец, по произход от Росомач